# Фрес-Кабардес
Фрес-Кабарде́с (фр. Fraisse-Cabardès) — коммуна во Франции, находится в регионе Лангедок — Руссильон. Департамент коммуны — Од. Входит в состав кантона Сессак. Округ коммуны — Каркасон.
Код INSEE коммуны — 11156.

## Население
Население коммуны на 2008 год составляло 109 человек.
| 1962 | 1968 | 1975 | 1982 | 1990 | 1999 | 2008 |
| ---- | ---- | ---- | ---- | ---- | ---- | ---- |
| 104  | 119  | 68   | 81   | 97   | 109  | 109  |

## Экономика
В 2007 году среди 71 человека в трудоспособном возрасте (15—64 лет) 54 были экономически активными, 17 — неактивными (показатель активности — 76,1 %, в 1999 году было 61,9 %). Из 54 активных работали 44 человека (23 мужчины и 21 женщина), безработных было 10 (6 мужчин и 4 женщины). Среди 17 неактивных 3 человека были учениками или студентами, 7 — пенсионерами, 7 были неактивными по другим причинам.

## Достопримечательности
- Церковь Сен-Мартен XV века
- Замок, построенный около 1290 года